# Spartakiáda
Spartakiáda byl v Československu název pro hromadná veřejná tělocvičná vystoupení. První Spartakiády organizovala za první republiky levicová odnož dělnických tělovýchovných jednot. V totalitním Československu se konaly spartakiády od roku 1955 do roku 1985 pravidelně každých 5 let, mimo roku 1970 (pokusy o obnovení Sokola vyvolávaly odpor již před 21. srpnem 1968 a konání XII. všesokolského sletu na Strahově v roce 1970 bylo definitivně znemožněno vpádem okupačních vojsk do Československa). Tradice spartakiád navazovala na všesokolské slety, pro které byl v roce 1926 postaven Velký strahovský stadion (Masarykův), a na 1. dělnickou spartakiádu, kterou pořádala levicová Federace dělnických tělovýchovných jednot roku 1921 na pražských Maninách.
Akce s názvem spartakiáda se konaly v Sovětském svazu a Německé demokratické republice. Spartakiády spočívající v hromadných gymnastických vystoupeních i soutěžích v amatérském i profesionálním sportu se konaly také v Albánii v letech 1959, 1969, 1974, 1979, 1984 a 1989. V současné době velkolepé masové tělocvičné přehlídky s ideologickým podtextem pěstuje zejména Severní Korea a Čína.

## Dělnické spartakiády

### Maninská I. dělnická Spartakiada (1921)

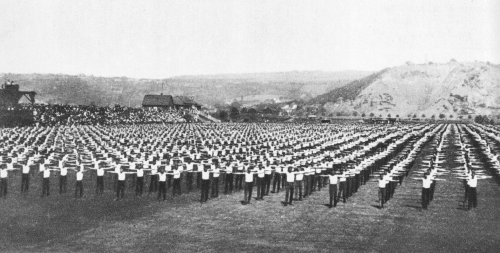
Maninské cvičení Federace DTJ na Maninách, 1921

Po rozštěpu dělnické tělovýchovné jednoty (DTJ) v roce 1921 bývaly dělnické olympiády (inspirované úspěšným VII. všesokolským sletem na Letné 1920) označovány jako „federální tělocvičné dny“. Od DTJ se v roce 1921 odštěpila levicová (tzv. komunistická) větev nazvaná Federace dělnických tělovýchovných jednot (FDTJ). Funkcionář FDTJ Jiří František Chaloupecký se snažil nalézt pro akci vhodnější název, který by vyjadřoval revoluční myšlenku a byl dostatečně mezinárodní. Pro vystoupení FDTJ, které se konalo ve dnech 19. a 25.–27. června 1921 na pražských Maninách, vymyslel název Spartakiada. Nechal se přitom inspirovat jménem vůdce vzpoury římských otroků – Spartakem.
V té době už rozštěpený Svaz dělnických tělovýchovných jednot (DTJ) vložil nemalé finanční prostředky do plánované První dělnické olympiády na Letné. Ta se konala téhož roku, ale až po spartakiádě na Maninách. Oslabenou členskou základnu pak na této olympiádě doplnili sportovci z Německa, Belgie, Francie, Finska a vypomohla i armáda vystoupením vojáků. Na rozdíl od maninské spartakiády, proběhla první dělnická olympiáda bez většího ohlasu.
Cvičiště na Maninách s tribunou, ochozy a hudebním pavilonem bylo vybudováno na pronajatém pozemku za necelý týden. Stalo se tak poté, co FDTJ uložil svým členům pracovní povinnost a obrátil se i na dělnictvo Prahy s žádostí o pomoc. Obětavost a nadšení dělníků ocenil i Věstník sokolský, ačkoli postoj Sokola k FDTJ byl „chladně nepřátelský“. První den na maninské spartakiádě vystoupily děti a sjelo se na něj 15 tisíc příslušníků nejmladší generace. V hlavních dnech vystoupilo víc než 10 tisíc dorostenek a dorostenců a 14 tisíc žen a mužů. Mohutný průvod Prahou se konal dne 26. června 1921. Po skončení spartakiády zazpívali účastníci u zdí pankrácké věznice Internacionálu – spolu s vězni z prosincové generální stávky 1920.

### Další akce a ohlasy
Poté, co celý brněnský okres DTJ byl kvůli své radikalizaci vyloučen ze Svazu dělnických tělocvičných jednot, proběhla v Brně za Lužánkami ve dnech 5.–9. července 1922 Moravská spartakiáda. Během vrcholového dne sledovalo dělnické cvičení na 80 tisíc diváků.
Roku 1925 se po Praze a Brně konala dělnická olympiáda i v Ostravě, s účastí 30 tisíc cvičenců.
Spartakovo jméno využila i proletářská odnož skautského hnutí, která se pojmenovala Spartakovi skauti práce, a na Slovensku začal vycházet časopis Spartakus.

### Zakázaná II. Spartakiada (1928)
Federace proletářské tělovýchovy chystala II. dělnickou spartakiádu, přípravy byly již dva roky v plném proudu, účast přislíbily i zahraniční tělocvičné jednoty a na pronajatém pozemku už byly budovány i tribuny. Policejní ředitelství však II. Spartakiadu v roce 1928 jako první instance zakázalo, a to ze dvou důvodů: jednak proto, že cvičení žactva bylo v rozporu s výnosem zemské školní rady v Praze, kterým byla účast školní mládeže na tělovýchovných cvičeních Federovaných dělnických tělocvičných jednot zakázána, jednak s ohledem na veřejný klid a pořádek. Zemská správa politická výnosem z 9. května zamítla odvolání a potvrdila původní rozhodnutí z hlediska veřejného klidu a pořádku, ve věci účasti školních dětí odkázala na příslušné úřady, s tím, že školní mládež má možnost účasti na orelských a sokolských župních sletech k výročí 10 let republiky. Ministerstvo vnitra jako třetí instance na základě usnesení ministerské rady 15. května 1928 potvrdilo zákaz Spartakiady, ale zákaz účasti školní mládeže už mezi důvody uveden nebyl. Ministerstvo školství totiž mezitím jednalo o podání Federace proletářské tělovýchovy a rozhodlo o něm kladně, tedy účast školní mládeže nakonec povolilo, čímž zrušilo rozhodnutí nižších instancí, zejména zemské školní rady v Praze. Ministerstvo vnitra prohlásilo, že ač by se tento podnik sám o sobě možná veřejnému klidu nepříčil, může se státi závadným, protože by za daných poměrů mohl zavdat podnět k porušení veřejného pořádku a klidu jistou částí veřejnosti. Podle senátora Skaláka tak vláda svým rozhodnutím jasně ukázala, že jest jenom výkonným orgánem příživnické kasty zástupců těžké buržoasie, bankovních zlodějů, zdražovatelů, velkoagrárních lichvářů a vykořisťovatelů všeho druhu. Podle senátora Skaláka navíc cenzura v tisku zabavovala každý protest i každou zmínku o zákazu Spartakiady. Policejní ředitelství rovněž zakázalo veřejný projev proti zákazu, plánovaný na 22. května 1928. Na dny 5. a 6. července 1928, kdy se Spartakiada měla konat, senátor Skalák sezval dělnictvo do Prahy na tzv. rudý den.
Tzv. Rudý den byl pochopitelně úřady také zakázán. V Praze se na Národní třídě a Václavském náměstí shromáždilo kolem 5000 komunistů a zvědavců (původně komunisti očekávali účast více než 100 000 příznivců). Komunistická strana plánovala využít srocení lidí u příležitosti hasičských slavností konaných 6. července dopoledne (spojených s výročním dnem Husova upálení) a pokusit se strhnout dav k protestní akci. I vzhledem k tomu, že hospodářství bylo v té době zrovna ve fázi konjunktury, skončil tento pokus značným neúspěchem, jejž bolševické křídlo strany, vedené Klementem Gottwaldem, využilo k útokům proti jejímu dosavadnímu umírněnému Jílkovu vedení.

## Spartakiády za komunistického režimu

### Organizace
Pro každou spartakiádu byly, po vzoru Všesokolských sletů, složeny různé sestavy pro jednotlivé kategorie, například mladší či starší žáky či žákyně, dorostenci a dorostenky, matky s dětmi, učňovskou či vysokoškolskou mládež, Svazarm, vojáky základní služby, rodiče s dětmi, muže, ženy atd. Například na poslední spartakiádě v roce 1985 vystupovalo také 13824 vojáků, tedy 96 čet po 144 mužích. Hudba byla většinou skládána přímo pro spartakiádu a tělocvičné skladby měly náročnou choreografii a mnohé byly fyzicky komplikované a náročné. Skladby pro nejmenší děti mívaly délku kolem 10 minut, náročnější skladby se délkou blížily 20 minutám.
Spartakiády za socialismu se staly gigantickými propagandistickými akcemi. Formálně byly sice pro většinu kategorií dobrovolné, na mnoha školách či pracovištích však byla účast více méně povinná (například pod sankcí zhoršené školní klasifikace z tělesné výchovy). Spartakiáda měla několik stupňů, od školních přes obvodní či okresní až po celostátní v Praze na Strahově, kam postupovali jen nejlepší z nejlepších cvičenců, přesto však v masovém počtu. Spartakiády se konaly na přelomu června a července, podobně jako dříve Všesokolské slety.

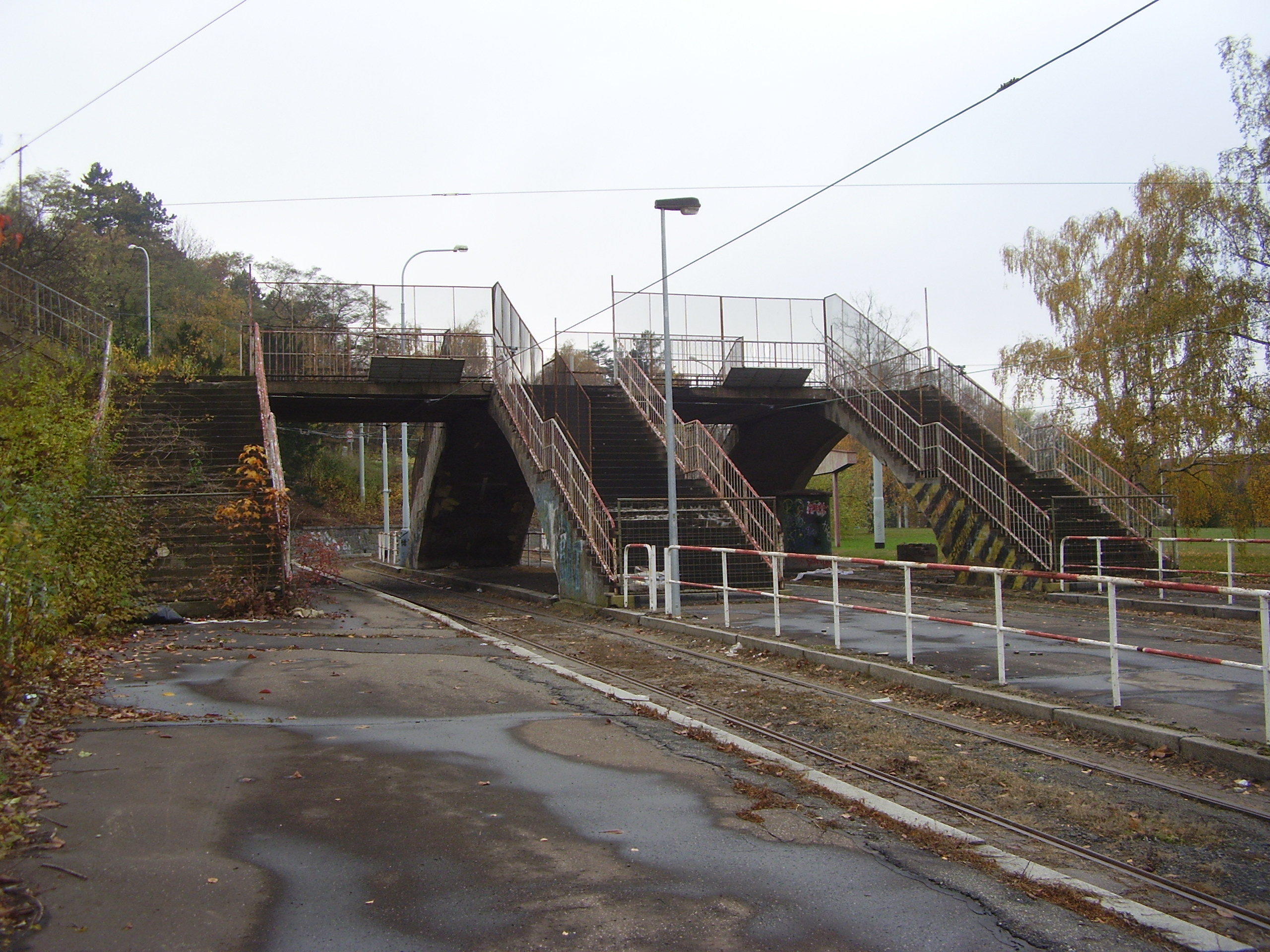
Chátrající velkokapacitní tramvajové obratiště Dlabačov, kde končila červená větev návozových linek

V Praze v době celostátní spartakiády pobývalo několik set tisíc lidí z celého Československa. Ti byli ubytováni zpravidla na školách po celé Praze a blízkém okolí, proto v Praze ve spartakiádních letech začínaly letní prázdniny o dva týdny dříve. Městská hromadná doprava měla po dobu spartakiády zvláštní režim, bylo zavedeno mnoho speciálních linek, v centru města panoval neobvyklý ruch. Posílené linky trolejbusů končily místo pravidelné otočky Hřebenka až u strahovských stadionů. Vojáci měli postaveno své vlastní vojenské městečko v Břevnově na Vypichu pod Bílou horou, v místech, které bylo již za první republiky upraveno pro vojenské přehlídky, přehlížené prezidentem Masarykem.
Nabídka zboží v Praze byla ve spartakiádních dnech obohacena o jinak nedostupnou nabídku exotických potravin (banány, mandarinky, uzeniny), což zdůrazňovalo výjimečnost těchto dní, šlo o jakousi ochutnávku komunistického ráje. Například se Rudé právo u příležitosti I. celostátní spartakiády pochlubilo, že podnik zahraničního obchodu Koospol mimořádně dovezl 80 tun pravého uherského salámu a z Rumunska nový typ italského konzumního salámu.
Všesokolské slety a poté spartakiády byly jedinečnými zátěžovými zkouškami pražské hromadné dopravy. Například dne 30. června 1985 bylo během jedné hodiny (mezi 18.30 a 19.30) na takzvané zelené větvi návozových linek (linka 461 z náměstí Sovětských tankistů – dnes nám. Kinských a linka 462 z I. P. Pavlova) 308 autobusů, které vykonaly 1231 jízd, přepravily za tuto hodinu 34 000 osob a linkový interval dosáhl průměru 10,58 vteřiny. V roce 1980 bylo na návozové autobusové linky 61 a 62 nasazeno 192 autobusů, které jezdily v minimálním intervalu 12 sekund. Posílena byla i trolejbusová doprava až nahoru na Strahov. Nedaleko strahovského stadionu byla v roce 1948 pro všesokolské slety vybudována dvě obratiště, malá tramvajová nádraží s lávkami pro mimoúrovňový příchod a odchod – modře značená Královka a červeně značený Dlabačov, čemuž odpovídalo barevné značení zvláštních návozových linek (autobusy tvořily zelenou větev).

### I. celostátní spartakiáda (1955)
Stát se nejprve pokusil tělovýchovu sloučit pod hlavičkou Československé obce sokolské, která byla obnovena 31. března 1946. XI. Všesokolský slet byl ještě tolerován vládou Národní fronty, která rovněž nebránila zakládání sokolských jednot. Do roku 1951 jejich počet vzrostl zhruba na dvojnásobek. Roku 1952 však jednotnou tělovýchovu převzal stát.
Po rozpuštění Sokola režim nejprve hromadná tělovýchovná vystoupení zavrhl. V roce 1953 se k této myšlence však vrátil, aby mohl dokumentovat radostný život při budování tzv. lidově demokratické Československé republiky. Prezident Antonín Zápotocký v březnu 1954 prohlásil, že „první celostátní spartakiáda musí být vedena myšlenkou předčit a překonat po všech stránkách to, co až doposud bylo ukázáno na dřívějších sokolských sletech, dělnických olympiádách i spartakiádách“.
První celostátní spartakiáda (I.CS) dne 23. června 1955 byla pojata jako vyvrcholení oslav desátého výročí osvobození Československa Rudou armádou. Součástí měly být původně také lyžařské závody, šachové soutěže (Botvinnik, Smyslov, Tal, Petrosjan, Pachman, Filip, Zíta), štafetové přebory a přebory v zimních sportech. Příprava začala již v roce 1953, před vyvrcholením na Strahově se konalo 311 okresních a 28 krajských spartakiádních vystoupení. Spartakiáda sestávala z 29 skladeb, na nichž vystoupilo přes 1 690 000 cvičenců. Vystoupení na Strahově bylo rozděleno na Den mladých, Den dospělých, Den Svazarmu a Den ozbrojených sil. Kromě toho se konala řada dalších spartakiádních sportovních a turistických akcí a spartakiádní Festival lidové umělecké tvořivosti.
Spartakiády se zúčastnili i mnozí bývalí sokolové, kteří přes rozhodný a principiální odpor k tehdejšímu režimu cvičit chtěli a cvičili i v nových tělocvičných jednotách (např. za zrušený Sokol Nusle převzal sokolovnu Slovan Praha Orbis Tiskárny, Sokol Vinohrady postoupil sokolovnu Spartaku Praha Stalingrad – Bohemians atd.). Rozpočet první spartakiády byl 45 milionů Kčs s předpokládaným ziskem 26,5 milionů Kčs (měsíční plat strojního inženýra byl tehdy necelých 500 Kčs/měsíčně).
Cvičení proběhla na velkém Masarykově státním stadionu na Strahově a byly rovněž využity původní strahovské sokolské šatny z roku 1948 pro 71 000 cvičenců.

### II. celostátní spartakiáda (1960)

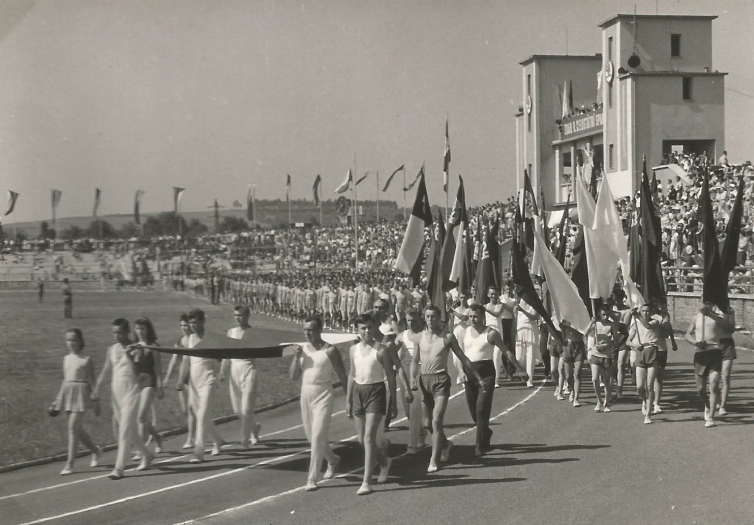
Spartakiáda 1960 v Plzni

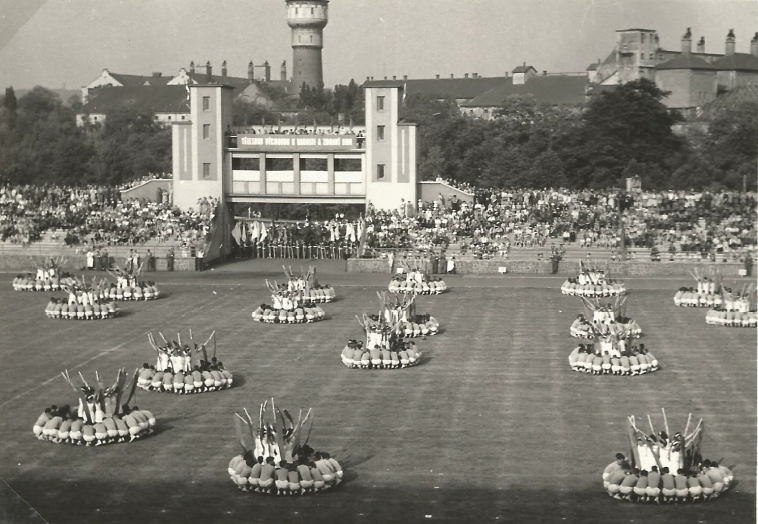
Spartakiáda 1960 v Plzni

II. celostátní spartakiáda se konala v prvním roce platnosti nové ústavy, která Československo prohlásila za socialistický stát. Přípravy byly zahájeny zapálením tisíců ohňů. Na školách se soutěžilo o odznak BPPOV („Buď připraven k práci a obraně vlasti“) ve tvaru husitské pavézy a Tyršův odznak zdatnosti (doplněný ozubeným kolem), čímž se komunistický režim snažil částečně převzít prvky Sokola do nově zřízeného Československého svazu tělesné výchovy.[zdroj?] Strahovskému finále předcházelo 15 městských, 411 okrskových a okresních a 47 krajských spartakiád. Strahovské vystoupení bylo rozděleno na Dny mládeže a Dny dospělých. Výuka na základních a středních školách byla ukončena již v polovině června 1960. Nacvičeno bylo 17 hromadných skladeb, v nichž vystoupily téměř 2 miliony cvičenců. Přímo na Strahově se účastnilo přes 750 000 cvičenců a vystoupení zhlédlo více než 2 000 000 diváků. Spartakiádních sportovních akcí se zúčastnilo téměř jeden a půl miliónu soutěžících, turistických akcí 50 tisíc. Na Malém strahovském stadionu se konaly Večery družby za účasti 6 zahraničních delegací. Všechna spartakiádní vystoupení sledoval prezident republiky Antonín Novotný.
Skladby:
- Pohádka. Společné cvičení pro chlapce a dívky ve věku 6–8 let. Autorka Marie Kryštůfková, hudba Jaroslav Šesták, verše Jan Hostáň
- Radostná jar. Společné cvičení pro chlapce a dívky ve věku 8–11 let. Autoři Rudolf a Marta Zaťovičovi, hudba Július Lietňan.
- Červené míčky. Cvičení pro dívky ve věku 12–14 let. Autorky: Jarmila Kostková a Jarmila Žerovnická, hudba Josef Ceremuga
- Buď připraven k práci a obraně vlasti. Cvičení pro hochy ve věku 12–14 let. Autoři Josef Rusek a Jaroslav Hadaš, hudba Alexej Frijed, verše J. Havle
- Radostné mládí. Cvičení s bílými obručemi pro dorostenky. Autorky Blažena Petrová a Věra Mojžíšová, hudba Oldřich Flosman
- Mládí – krása – síla. Prostná cvičení pro starší žáky a dorostence. Autor Karel Tichý, hudba Bohumil Macák
- Zapalte ohně na horách. Cvičení pro vyspělý dorost. Autoři: Lída Nováková, Ladislav Serbus, Karolína Sýkorová, hudba Václav Dobiáš
- Svazarmovci připraveni. Cvičení svazarmovců pro dny mládeže. Autoři: Miroslav Bursa, Ivo Fibiger, František Brousek, hudba Jan Seehák
- Do nových zítřků. Cvičení pro učňovský dorost. Autorka Marie Rejhonová, hudba Mojmír Balling, verše Vladimír Kučera
- Rozsévačka. Cvičení pro ženy. Autorka Milča Mayerová, hudba Jitka Snížková, verše František Hrubín
- Za vítězstvím. Cvičení s krátkou tyčí pro muže. Autoři: Josef Babica a Karel Krátký, hudba Miroslav Burin, verše Pavel Bojar
- Za mír, přátelství a spolupráci. Cvičení s kužely pro vyspělé cvičenky. Autorky: Lída Pešková, Zdeňka Pohnertová, Věnceslava Šindlerová, hudba Jan Seehák
- Cvičení s plnými míči. Cvičení pro vyspělé cvičence. Autoři: Antonín Král a Bohumil Kos, hudba Jan Seehák
- Vás budem bránit. Gymnastické cvičení vojáků. Autoři: Karel Bártů, Vratislav Bayer, hudba Jan Seehák, verše Jan Pilař
- Odvahou ke kázni, obratnosti a vytrvalosti. Cvičení vojáků na metacích stolech s odrazovými můstky. Autoři: Ladislav Loukotka, Jan Svačina, Jan Konečný, hudba Jan Seehák
- Branností k míru. Cvičení Svazarmu pro dny dospělých. Autoři: František Mann, Stanislav Skalický, Libuše Muková, hudba Miloš Vacek, verše Jan Noha
- Po boku pracujícího lidu střežíme cestu vpřed. Vystoupení Rudé hvězdy a vojsk Ministerstva vnitra. Autoři: Evžen Penninger, Anna Stárková, Alois Jiras, Eva Bémová, Karel Hajmerle, hudba Jan Seehák, verše Vítězslav Nezval, František Vostrý
- Píseň rodné země. Vystoupení tanečních souborů lidové umělecké tvořivosti. Vedoucí tvůrčího kolektivu Augustin Vondřich, hudba Arnošt Košťál, Vlastimil Neumann
- Život vítězí nad smrtí. Závěrečná skladba žen. Autorky: Helena Livorová, Jožka Šaršeová, hudba Jiří Šust, verše Ivo a Hana Štukovi. V této skladbě vystoupilo najednou rekordních 29 000 cvičenek.[8]

### III. celostátní spartakiáda (1965)

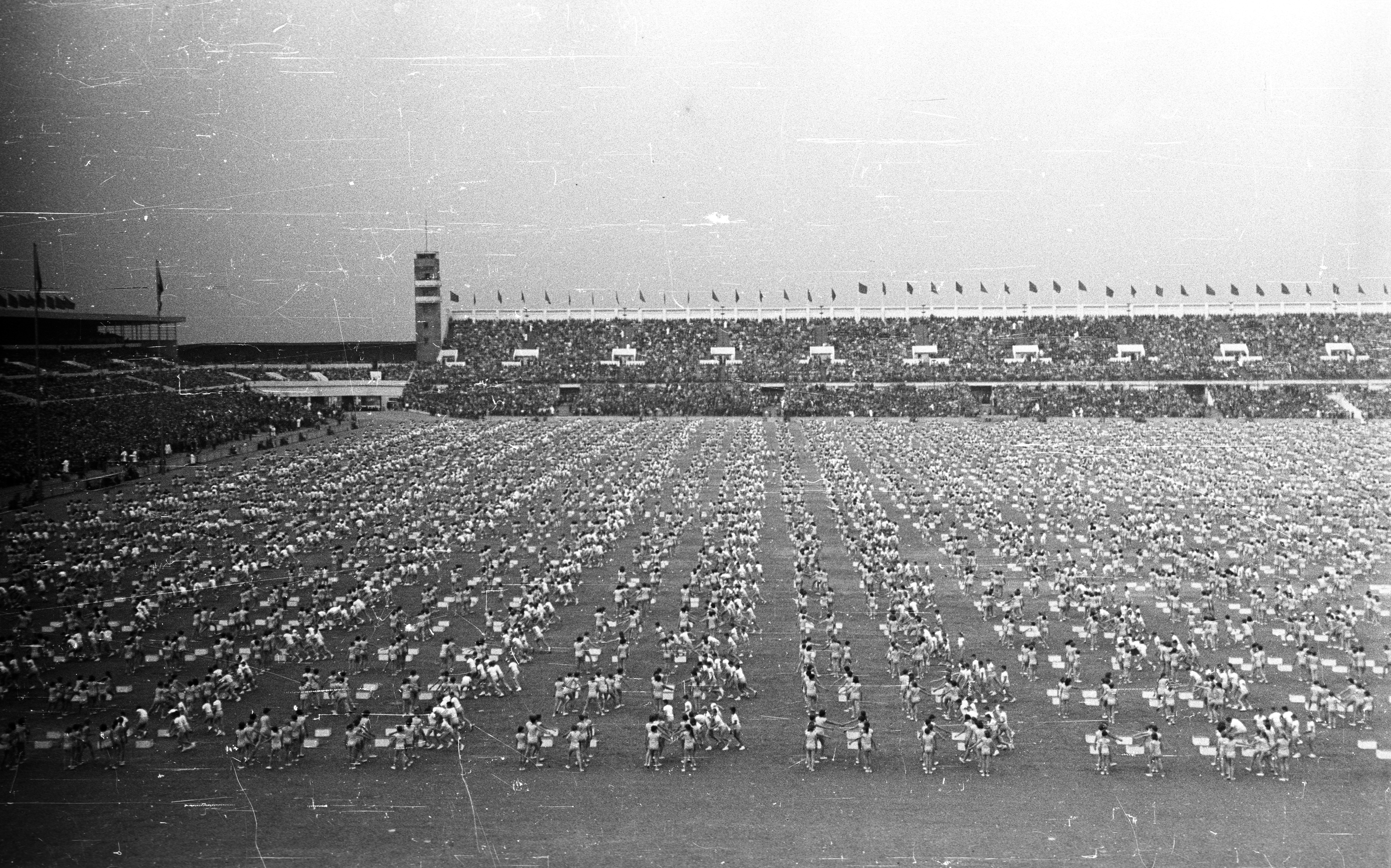
Spartakiáda 1965

V roce 1965 strahovským vystoupením předcházelo 1485 spartakiádních veřejných vystoupení a 424 okrskových a okresních spartakiád. Na strahovském stadionu první programové odpoledne neslo název „Zpěv míru“, druhé „Vítězství patří nám“. Již při nácvicích a generálkách v Praze na Strahově, byly „nástupní“ prostory mezi Petřínem a stadiony přeplněny „k prasknutí“. Čekací doby pro cvičence byly velmi dlouhé a staří sokolové si je krátili cvičením na bradlech, která tam byla k blíže neurčenému účelu rozestavěna. Nastupující silné poválečné ročníky „Benešových dětí“ přeplnily zejména vystoupení mužů (červené garibaldiovské tepláky, kecky „Toník“ snad pojmenované dle tehdejšího prezidenta republiky a tričko „Vasil“), kde každý cvičenec měl svého náhradníka. V hromadných skladbách vystoupilo přes 1 721 000 cvičenců, spartakiádních sportovních a turistických akcí se zúčastnilo 2 220 000 lidí. Večery družby se konaly v pražské Sportovní hale pod názvem „Sportem za mír a přátelství“ za účasti 11 zahraničních delegací.
Na III. CS (1965) došlo k pádu reproduktorů nově postavených v areálu studentských kolejí do čekajících dětí, z nichž čtyři na místě zahynuly a další byly těžce zraněny.
Ještě na III. CS cvičila řada starých Sokolů, kteří měli na svých úborech ostentativně připevněny sokolské znaky XI. Všesokolského sletu z roku 1948. Přestože tehdy nácviky sledoval prezident republiky Antonín Novotný, nikdo z pořadatelů nevyzval k sejmutí tohoto Sokola ve vzletu.
Pro tzv. generálky i hlavní vystoupení byl využit velký Masarykův sokolský stadion, původní sokolské šatny však již byly nahrazeny studentskými strahovskými kolejemi, postavenými pro ČVUT v Praze. Při jejich výstavbě došlo k narušení vodního režimu na Strahově, velkým sesuvům petřínských svahů a zastavení provozu lanové dráhy (zastavena za provozu na začátku sesuvů, když se vyhýbající se vozy lanovky začaly kývat, následně byly koleje dráhy zcela zničeny v úseku více než 1 km dlouhém). Náhradní dopravu zajišťovaly posílené trolejbusy, z Václavského náměstí, prodloužené z konečné Na Hřebenkách až k Masarykovu strahovskému stadionu.

### Tělovýchovné slavnosti 1970
Za pražského jara zesílil odpor proti sjednocené tělovýchově, Orel, Sokol i DTJ usilovaly o obnovení (předpokládala se žádost a kandidatura Prahy o pořádání Olympijských her v roce 1980 a stavba nového Olympijského stadionu na Maninách), řada sportovních a turistických svazů o osamostatnění, do toho v roce 1968 vpadla sovětská okupační vojska a nastalo období normalizace.
IV. celostátní spartakiáda v roce 1970 (při pokusu o obnovu Sokola v roce 1968 byl v tomto roce předpokládán XII. Všesokolský slet) včetně okresních spartakiád byla zrušena, místo ní se konaly jen místní „tělovýchovné slavnosti“. Krom ochromení příprav rozpadem sjednocené tělovýchovy v tom hrály roli i obavy, že by se velká shromáždění mohla zvrhnout v protirežimní demonstrace.

### IV. československá spartakiáda (1975)
V roce 1975 došlo ke změně názvu z Celostátní spartakiády na Československou spartakiádu.
Na místních, okrskových a okresních spartakiádách vystoupilo přes 1 460 000 cvičenců. Na Strahovském stadionu ve dvou programových odpoledních vystoupilo 180 tisíc cvičenců. Nacvičovalo se 16 skladeb. Spartakiádě nepřálo počasí (déšť a chladno), zatímco východ republiky sužovala vedra (např. v Košicích naměřeno 30 stupňů Celsia ještě v 10 hodin večer). Na Večerech družby byli přítomni sportovci z 10 dalších zemí. Spartakiádní sportovní soutěže měly letní a zimní část, například Spartakiádní štafety Dukly Praha se zúčastnilo 820 660 běžců včetně zahraničních, turistického ohňového poselství téměř 250 tisíc turistů.

### V. československá spartakiáda (1980)

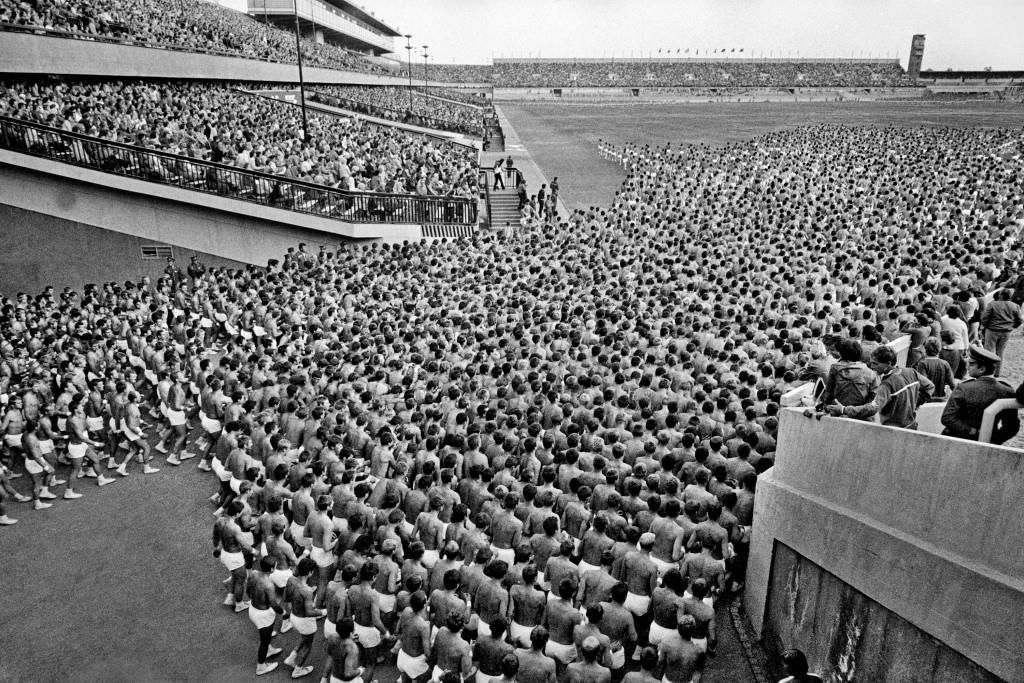
Spartakiáda 1980 na fotografii Miloně Novotného

Spartakiáda 1980, průvod po Letenské pláni tehdejší ulicí Obránců míru směrem k Holešovicím

5. října 1979, v předvečer 35. výročí karpatsko-dukelské operace, bylo po republice zapáleno 2847 ohňů na zahájení příprav ke spartakiádě, ohňové štafety pak putovaly po republice. Na místních, okrskových a okresních spartakiádách vystoupilo přes 1,9 milionu cvičenců a zhlédlo je kolem 4 milionů diváků, na strahovském stadionu pak ve dvou programových odpoledních vystoupilo v 15 skladbách 204 800 cvičenců. Večera družby v pražské Sportovní hale se účastnili sportovci z 10 zemí a program byl čtyřikrát opakován, takže jej zhlédlo 50 tisíc diváků. V únoru 1979 se konal Spartakiádní pohár talentů v lyžování a sáňkování, v létě se konala Soutěž talentů o pohár předsedy ÚV ČSTV, pod hlavičkou spartakiády se konaly Sportovní hry mládeže, učňovské olympiády, mládežnická zemědělská olympiáda a další akce, jichž se zúčastnily 4 miliony lidí. Ve spartakiádním turistickém stanovém městečku po dobu spartakiády soutěžilo a sportovalo na 11 tisíc turistů.
Skladby:
- Skladba pro rodiče a děti. Pro děti od 3 do 4 let a jejich rodiče. Autoři: Jana Berdychová, Hana Dvořáková, hudba Štěpán Charvát. Společná skladba ČSTV a ministerstva školství. Celkem nacvičovalo na místní, okrskové a okresní spartakiády 46 420 párů, z toho na Strahově vystoupilo 2450 párů v 50 celcích.
- Skladba pro nejmladší žactvo. Pro děti od 5 do 7 let, v modrých úborech. Autoři: Eva Čepčianska, Terézia Karásková, Zora Vraňáková, hudba Bartoloměj Urbanec. Společná skladba ČSTV a ministerstva školství. Na okresní spartakiády nacvičovalo 117 438 dětí, z toho na Strahově vystoupilo 3840 dětí a 192 cvičitelů.
- Skladba pro mladší žákyně. Pro dívky ve věku 8 až 11 let, ve světle zelených sukýnkách. Autorky: Zdena Honová, Eva Kočová, hudba Otmar Mácha. Společná skladba ČSTV a ministerstva školství. Na okresní spartakiády nacvičovalo 99 900 žákyň, z toho na Strahově vystoupilo 13 824.
- Skladba pro mladší žáky. Pro chlapce ve věku 8 až 11 let, v zelených trenýrkách. Autor Pavel Belšan, hudba Alois Palouček. Společná skladba ČSTV a ministerstva školství. Na okresní spartakiády nacvičovalo 89 679 žáků, z toho na Strahově vystoupilo 13 824.
- Skladba pro starší žáky. Pro chlapce ve věku od 12 do 14 let, v červených trenýrkách a bílém tričku. Autoři: Pavel Pošta, Bohumil Řezáč, Ladislav Serbus, hudba Jiří Bažant, Jiří Malásek. Na okresní spartakiády nacvičovalo 89 431 žáků, na Strahově vystoupilo 9216.o
- Skladba pro starší žákyně. Pro dívky od 12 do 14 let, červeno bílé trikoty.
- Skladba pro dorostenky. Pro dívky ve věku od 15 do 18 let, ve fialových úborech s bílým klínem u krku. Autoři: Věra Belšanová, Dagmar Šťastná, hudba Aleš Sigmund. Skladba ministerstva školství. Na okresní spartakiády nacvičovalo 37 059 cvičenek, na Strahově vystupovalo 13 824.
- Skladba pro dorostence. Pro chlapce ve věku od 13 do 18 let, modré trenýrky a žlutá trička. Autoři: Vladimír Janoušek a František Váša, hudba Mojmír Balling. Skladba ministerstva školství. Na okresní spartakiády nacvičovalo 22 944 cvičenců, na Strahově vystoupilo 6912.
- Učňovská mládež. Pro věkovou kategorii 15 až 18 let. Chlapci bílý úbor, dívky rudý. Autoři: Vlasta Roupcová, Miroslav Vlk, hudba Zdeněk Marat. Skladba ministerstva školství. Na okresní spartakiády nacvičovalo 36 827 cvičenců a cvičenek, na Strahově vystoupilo 6912 chlapců a stejný počet dívek.
- Skladba Svazarmu a škol. Zejména pro budoucí brance ze středních škol ve věku od 16 let. Bledě modré teplákové úbory. Autoři: Bohumil Horák, Miroslav Mika, Richard Schier, Ladislav Zapletal, hudba Miloš Vacek. Skladba ministerstva školství a Svazarmu. Na okresní spartakiády nacvičovalo 11 330 cvičenců, na Strahově vystoupilo 6144.
- Skladba pro studenty vysokých škol. Pro studenty i studentky. Dva druhy úborů ve dvou odstínech modré. Autoři: Hana Bubníková, Helena Livorová, Luboš Ogoun, Josef Pavlík, Blažena Petrová, hudba Milan Dvořák. Skladba ministerstva školství. Na okresní spartakiády nacvičovalo 6240 cvičenců a cvičenek, na Strahově vystoupilo 5760.
- Skladba pro ženy. Dva druhy úborů ve dvou odstínech modré. Autoři: Stanislava Antipovičová, Marie Rejhonová, Vlasta Třešňáková, hudba Mojmír Balling. Skladba ČSTV. Na okresní spartakiády nacvičovalo 48 734 cvičenek, na Strahově vystoupilo ve dvou vystoupeních po 10 368 cvičenkách.
- Skladba pro muže. Modré tepláky a bílé tričko. Autoři: Karel Appelt, Miroslav Libra, Vratislav Svatoň, hudba Jaroslav Šaroun. Skladba ČSTV. Na okresní spartakiády nacvičovalo 18 095 cvičenců, na Strahově vystoupilo 6912 cvičenců.
- Skladba pro dorostenky a ženy. Autoři: Marie Čížková, Viléma Navotná, Alena Strnadová, hudba Ladislav Pikart. Skladba ČSTV. Na okresní spartakiády nacvičovalo 15 531 cvičenek, na Strahově vystoupilo 5760 cvičenek.
- Skladba Československé lidové armády. Vojáci v bílých trenýrkách, nahoře bez. Autoři: Karel Klečka,plk.PhDr.Bronislav Kráčmar, Vladimír Teraba, hudba Zdeněk Křížek. Zajišťovalo Ministerstvo národní obrany. V prvním a druhém programovém odpoledni na Strahově vystoupilo 13 824 cvičenců.

### VI. československá spartakiáda (1985)
Příprava byla opět zahájena zapálením ohňů, tentokrát na 3242 místech. Na místních, okrskových a okresních spartakiádách vystoupilo 2 186 900 cvičenců a navštívily je téměř 4 miliony diváků. Hlavní program na Strahově byl opět rozdělen do dvou programových odpolední, z nichž každé se konalo dvakrát, vystoupilo zde 189 512 cvičenců v 15 skladbách a navštívilo je 1 206 000 diváků. Na Večerech družby vystoupily ve 35 skladbách kromě československých sportovců delegace z 8 zemí a navštívilo je 70 tisíc diváků. Do sportovní části spartakiády bylo započteno 12 tisíc sportovních akcí v nejrůznějších druzích sportu a napočteno bylo celkem 9 milionů účastníků. Turisté uspořádali akci „Za jeden den kolem celé ČSSR“, tedy 48 pochodů, kde cíl jednoho byl zároveň startem dalšího.
I. programové odpoledne (27. a 29. 6.)
- Zahájení. 648 cvičenců
- Ženy I. Úbory ve 4 barevných variantách. Malá obruč a stuha. Autorky: Eva Bémová, Květa Černá, Draha Horáková, hudba Antonín Dvořák (Slovanské tance), Celkem nacvičovalo 62 000 cvičenek pro obě varianty vystoupení (I a II), na Strahově vystoupilo v každém vystoupení 13 824 cvičenek
- Rodiče a děti. Matky v modrých montérkách, děti v oranžových laclácích. Autorka Miluše Halíková, hudba Jiří Pecháček. Celkem nacvičovalo přes 50 000 párů, na Strahově vystoupilo 4672 cvičenců.
- Starší žáci. Věk 11 až 14 let, červené trenýrky a bílé tričko, horolezecké lano s karabinou a kroužkem. Autoři: Pavel Pošta, Ladislav Serbus, hudba Jiří Bažant, Jiří Malásek. Celkem nacvičovalo 93 000 dětí, na Strahově vystoupilo 10 368 cvičenců.
- Mladší žákyně. Věk 8 až 11 let, zelené sukýnky, stuha s kroužky na obou koncích. Autorky Eva Kočová, Zdena Honová, hudba Otmar Mácha. Celkem nacvičovalo 107 000 dětí, na Strahově vystoupilo 10 751 cvičenek.
- Skladba pro starší žákyně. Pro dívky ve věku od 12 do 14 let, červenobílý úbor. Autorky: Eva Veselá, Jarina Žitná, hudba Ladislav Pikart, Michal David – Poupata. Společná skladba ČSTV a ministerstva školství. Na okresní spartakiády nacvičovalo 106 085 žákyň, na Strahově vystoupilo 13 824.
- Armáda. Bílé trenýrky, nahoře bez. Autoři: Zdeněk Brtník, Miroslav Jiřík, Karel Klečka Mojmír Marek, hudba Zdeněk Křížek, na Strahově vystoupilo 13 824 cvičenců.
- Dorostenky. Fialový úbor, stuha na krátké tyčce. Autoři: Věra Belšanová, Dagmar Šťastná, hudba Aleš Sigmund. Celkem nacvičovalo 38 000 cvičenek, na Strahově vystoupilo 13 824 cvičenek.
- Vysoké školy. Bílé a světle modré úbory. Míč v síťce pro dívky a plný míč pro chlapce. Autoři: Marie Čížková, Vilma Novotná, Vratislav Rejtar, Alena Strnadová, Jiří Toncar, hudba Zdeněk Marat. Výběrová skladba, na Strahově 5184 cvičenců.
- Dorostenci. Barevné trenýrky a bílé tričko. Volná žebřina a dvě lavičky. Autoři: Bohumil Horák a Ladislav Zapletal, hudba Mojmír Balling. Celkem nacvičovalo 23 000 cvičenců, na Strahově vystoupilo 6912 cvičenců.
- Učňovská mládež. Chlapci bílý úbor, děvčata rudý s bílým lemem, náčiní: švihadlo. Autoři: Pavel Dušek, Vlasta Roupcová, Miroslav Vlk, hudba Mojmír Balling. Celkem nacvičovalo 41 000 cvičenců a cvičenek, na Strahově vystoupilo 13 824 cvičenců a cvičenek.

II. programové odpoledne (28. a 30. 6.)
- Svazarm. Bleděmodré teplákové soupravy, kovové půlkruží s lávkou. Autoři: Karel Kovářík, Jiří Štembera, hudba Miloš Vacek. Celkem nacvičovalo 9000 cvičenců, na Strahově vystoupilo 6144 cvičenců.
- Nejmladší žactvo. Věk 5 až 7 let, oranžový úbor, náčiní: drak z 5 spojených částí. Autorky: Dagmar Kubíčková, Milada Študentová, hudba Jaroslav Celba, text Ljuba Štíplová. Celkem nacvičovalo 121 000 dětí, na Strahově vystoupilo 5760 cvičenců.
- Mladší žáci. Věk 8 až 11 let, bílé trenýrky a bílé tričko s barevným lemováním, tenisová raketa a mechový míček. Autoři: Stanislav Košák, Valter Pech, Bohumír Roubal, hudba Jiří Bažant, Jiří Malásek. Celkem nacvičovalo 97 000 dětí, na Strahově vystoupilo 10 752 cvičenců.
- Starší žákyně. Věk 11 až 14 let, červený úbor s bílými pruhy na bocích. Autorky: Eva Veselá, Jarina Žitná, hudba František Janeček, text písně Poupata Jaroslav Machek, zpíval Michal David, Celkem nacvičovalo 107 000 dětí, na Strahově vystoupilo 13 824 cvičenek.
- Ženy II. Jako Ženy I, pouze místo místo obruče a stuhy je použit šátek.
- Muži. Modré tepláky a bílé tričko. Autoři: Karel Appelt, Miroslav Libra, Vratislav Svatoň, hudba Zdeněk Jonák. Celkem nacvičovalo 21 000 cvičenců, na Strahově vystoupilo 8640 cvičenců.
- Dorostenky a ženy. Dva druhy úborů, modré a červené, náčiní: kužele. Autorky: Lenka Mrázová, Jitka Polášková, Vlasta Třešňáková, hudba Aleš Sigmund. Celkem nacvičovalo 23 000 cvičenek, na Strahově vystoupilo 6912 cvičenek.
- Armáda. Jako během 1. odpoledne.
- Závěr. 16 000 cvičenců.

S touto spartakiádou je spojeno odhalení tzv. spartakiádního vraha.

### Pražské sportovní hry 1990
Přípravy na případnou VII. československou spartakiádu v roce 1990 byly ovlivněny tzv. obdobím „přestavby“ a sametovou revolucí. Chystaná „spartakiáda“ nakonec proběhla v silně omezeném rozsahu a v pozměněném ideovém rámci jako „tělovýchovné slavnosti“. Některé okresní přehlídky se ještě konaly. Celostátní finále bylo přesunuto v Praze na menší Stadion Evžena Rošického, některé kategorie byly vypuštěny a slovenští cvičenci se nezúčastnili. Přípravy se účastnilo několik set tisíc lidí, na Strahově v červnu 1990 vystoupilo kolem 25 tisíc cvičenců.
Zachránit spartakiádu v plném rozsahu se nepodařilo ani Občanskému fóru cvičitelů a tvůrců hromadných tělovýchovných vystoupení, které ji chtělo pojmout jako oslavu polistopadového vývoje.

## Hodnocení
Československo získalo za spartakiádu v roce 1977 nejvyšší vyznamenání Mezinárodního olympijského výboru, ale i další vysoká ocenění od mezinárodních organizací.

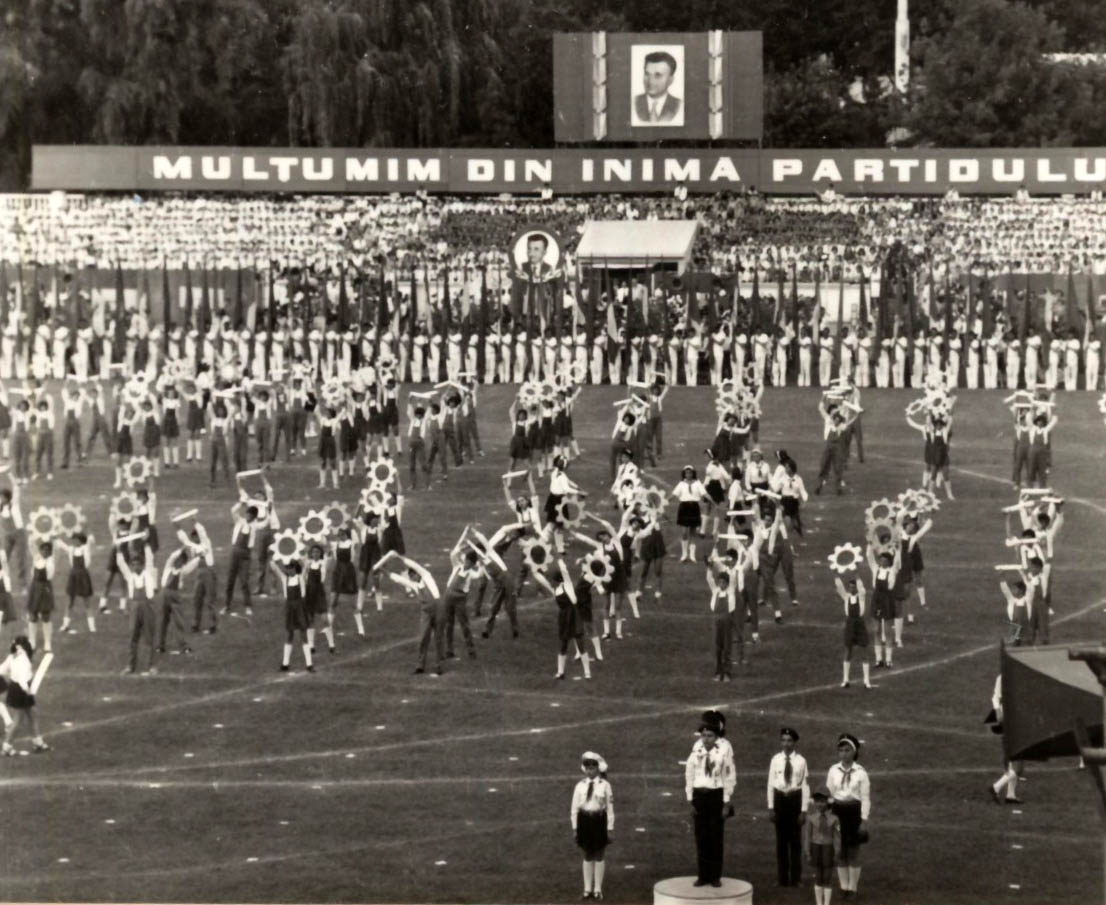
Obdoba spartakiády v komunistickém Rumunsku.

Juan Antonio Samaranch, předseda Mezinárodního olympijského výboru, řekl: „Spartakiády jsou jedny z nejvýznamnějších sportovních událostí, které jsem kdy viděl. Spatřil jsem mnohé spartakiády v jiných zemích, ale ve svém životě žádnou takovou jako v Praze.“ Lord Killanin (Michael Morris), rovněž předseda MOV, řekl: „Naše nejvyšší vyznamenání patří ČSTV za pořádání tělovýchovných slavností československých spartakiád. Je to velký přínos v mezinárodním měřítku.“ Joao Havelange, šéf FIFA: „Země, která dělá pro blaho své mládeže tak grandiózní dílo, je příkladem pro celý svět.“
Podle Otakara Černého někteří bývalí cvičenci si pořád pochvalují, jak lidé společně cvičili a vůbec se tužili, zatímco jiní se dívají na spartakiádní cvičení jako na režimní propagandu. Sám Černý uvedl, že spartakiády vždy měl a má rád a obdivoval lidi, kteří na nich cvičili.
Historik František Kolář z Olympijského studijního a informačního centra v pořadu pro Českou televizi v roce 2009 tvrdil, že spartakiády postupně ztrácely svůj původní ideologický náboj, hlavně v osmdesátých letech, a měly vysokou sportovní hodnotu. Otakar Černý však oponoval, že důkazy, kterými Kolář tento svůj názor podpořil, jsou vymyšlené, Kolář to v omluvném dopise uznal.
Historik a sociální antropolog Petr Roubal píše, že československé spartakiády představují světový unikát, protože nikde jinde na světě se podle něj synchronizovaný pohyb cvičenců neprováděl v takovém měřítku a nestal se předmětem tak systematické politické manipulace. Podle něj tradice veřejného cvičení navazuje přes sokolskou tradici na model německých turnerů a jejich Turnfestů z druhé třetiny 19. století, přičemž tento model nikdy nepostrádal totalitní prvky. Synchronizované cvičení mělo vždy vyjadřovat národní, případně rasovou jednotu, slepou kázeň a vojenskou zdatnost. Synchronizovaný pohyb cvičenců na strahovském stadionu představoval téměř dokonalou metaforu komunistického politického režimu, doslova jeho ztělesnění, a zároveň „veřejný volební akt, v němž naše země a naše zřízení slavně zvítězí!“. Nad touto disciplínou jásala Marie Majerová, hlavní ideolog spartakiád Vilém Mucha i organizátor sokolských sletů a spartakiád Jiří Žižka. Podobně jako ostatní politické rituály akcentují spartakiády motiv splývání jednotlivců v nedílný celek. Netvoří však jednolitou masu, ale v geometrickém uspořádání značkové sítě se každý jedinec stává plně zaměnitelným průsečíkem os x a y. Spartakiády tak byly metaforou plně atomizované a ovladatelné společnosti. Otázkou pro Roubala je, zda byly více než metaforou. Až do roku 1965 se na spartakiádě vyvěšovala československá a sovětská vlajka a hrály se hymny obou států. Od roku 1975 se místo sovětské vlajky věšela rudá dělnická a hymna se již hrála jen jedna, čímž se předešlo obavám z reakcí publika.
Podle Roubala za normalizace převládly ve spartakiádách lyrické obrazy radostné rodiny, jarní přírody a štěstí, oproti militantnímu a industriálně budovatelskému étosu spartakiády z roku 1955. Sociální a generační rozvrstvení jednotlivých skladeb též odráželo ideologický normativ socialistické společnosti.
Archiválie spartakiádních štábů dokládají celou paletu přístupů a strategií, od nadšeného přijímání přes pasivní resistenci až po přímý odpor. Vlažný byl například přístup polské menšiny ve Slezsku. Na Slovensku se kromě odporu ke komunismu promítala i nechuť k čechoslovakistické sokolské tradici a českému antiklerikalismu, v roce 1955 se tam přípravy spartakiády setkávaly i s drobnými sabotážemi, jako žhářství, přestříhávání elektrického vedení či strhávání plakátů (po generálce v roce 1965 byli po připomínce prezidenta Antonína Novotného vyloučeni z dalšího cvičení muži z Domažlic a část Slováků, kteří prohnuli středové řady při nástupu o dobrých 30 m), postupně si však spartakiády získaly i na Slovensku své příznivce a proti zrušení spartakiády v roce 1990 byl na Slovensku dokonce větší odpor než v Česku. V roce 1975 si politickovýchovní pracovníci stěžovali na nedostatek nadšení v průvodu (navíc nepřálo počasí; zatímco východ republiky byl sužován vedry, v Praze lilo), v roce 1985 se zase silně nepodařilo naplnit plán počtu dobrovolníků na opravě strahovského stadionu, a i ti, co přišli, se dlouho nezdrželi a navíc rozkrádali zapůjčené nářadí. Denní hlášení si postěžovala, že dorostenci mají více zájmu o akce osvěžující než o politicko-výchovné; prodej a konzumaci alkoholu však byly ve dnech spartakiád do značné míry tolerovány, pokud bezprostředně nenarušovaly program. Spartakiáda byla také opředena mýty o vlně nemanželských intimních styků, které vedou k pětiletému demografickému cyklu korespondujícímu se spartakiádami; specifickou, nepříliš tělovýchovnou pozornost věnovali diváci ženským skladbám, zejména skladbě dorostenek.

## Odrazy v kultuře
Kromě dokumentárních filmů se II. celostátní spartakiáda také objevuje například ve snímku Valčík pro milion z roku 1960 režiséra Josefa Macha.
Skrytý komický prvek spartakiád využívala celá řada parodických akcí, používajících například pivní lahve místo kuželů nebo záměnu mužských úborů za ženské. Sublimní erotické napětí vojenských skladeb zas posloužilo Janu Švankmajerovi k jeho dílu Fyzkultura ve službách erotismu a militarismu z roku 1976, kombinující fotografie z vojenské skladby z roku 1975 s ilustracemi děl markýze de Sade.